# Keevil Daly
Keevil Daly (* 21. Dezember 1923 in Georgetown, Britisch-Guayana; † 28. Juni 2011 in Toronto) war ein kanadischer Gewichtheber.

## Werdegang
Keevil Daly wuchs in Britisch-Guayana auf und wanderte mit 20 Jahren, der besseren Lebensumstände wegen, in die USA aus, wo er in New York mit Gewichtheben und Bodybuilding begann.
Binnen zweier Jahren war er in beiden Sportarten in die Weltklasse hineingewachsen und gewann bei einem seinen ersten Starts überhaupt eine Silbermedaille im Gewichtheben bei den Weltmeisterschaften 1947 in Philadelphia. In den nächsten Jahren widmete er sich verstärkt seiner Ausbildung als Elektroniker und trat in die kanadische Luftwaffe ein. Hierzu musste er zunächst die kanadische Staatsangehörigkeit annehmen. Er bildet sich in einem Studium an der Ryerson University in Kanada weiter und erlangte auch den Rang eines diplomierten Sportlehrers.
1957 kam er für ein Jahr mit der kanadischen Luftwaffe nach Karlsruhe und startete für den Sportverein Fellbach. Gleich bei seinem ersten Kampf in der Mannschaft des SV Fellbach hob er als Mittelschwergewichtler 415 Kilogramm im olympischen Dreikampf. Er verletzte sich an einem der nächsten Mannschaftskämpfe, startete aber trotzdem mit einer Sondergenehmigung bei den deutschen Meisterschaften 1957 und gewann den Titel im Mittelschwergewicht. 1958 wurde er nach Dänemark versetzt und gewann auch dort die Meisterschaft. Danach zog er sich vom aktiven Gewichtheben zurück und war nach seinem Abschied aus der kanadischen Luftwaffe in Kanada und den USA als Sportlehrer tätig. Keevil Daly starb am 28. Juni 2011 im Alter von 87 an Osteomyelofibrose, die später zu einer Chronischen myeloischen Leukämie wurde.

## Internationale Erfolge als Gewichtheber
(WM = Weltmeisterschaft, Ls = Leichtschwergewicht, Ms = Mittelschwergewicht)
- 1947, 2. Platz, WM in Philadelphia, Ls, mit 370 kg, hinter John Terpak, USA, 387,5 kg und vor Vellamo, Finnland, 367,5 kg;
- 1953, 1. Platz, Nordamerik. Meistersch., Ls, mit 382,5 kg;
- 1954, 1. Platz, British Empire Games, Ms, mit 400 kg, vor Lennox Kilgour, Trinidad und Tobago, 392, kg und Joseph Barnett, England, 377,5 kg;
- 1954, 4. Platz, WM in Wien, Ms, mit 405 kg, hinter Arkadi Worobjow, UdSSR, 460 kg, Dave Sheppard, USA, 440 kg und Clyde Emrich, USA, 427,5 kg;
- 1955, 6. Platz, WM in München, Ms, mit 385 kg, Sieger: Worobjow, 455 kg vor Emrich, 427,5 kg;
- 1957, 1. Platz, Deutsche Meisterschaft, Ms, mit 382,5 kg, vor Norbert Fehr, Mutterstadt, 375 kg und Georg Sames, Hamburg, 372,5 kg

## Nationale Meisterschaften
Keevil Daly war in seiner Laufbahn Meister von Britisch-Guayana, Kanada, Deutschland und Dänemark.

## Karriere als Bodybuilder
- 1947, 1. Platz, "Mr. New York State", vor Kimon Voyages und Fred Massaro;
- 1947, 1. Platz, "Mr. Metropolitan";
- 1947, 10. Platz, Mr. American AAU, Sieger: Steve Reeves vor Eric Pedersen;
- 1947, 5. Platz Mr. Universum, Sieger Steve Stanko vor John Farbotnik;
- 1955, 3. Platz, Mr. Universe (FIHC), hinter Thomas Kono, USA und Arthur Robin, Frankreich